# 千代大豪勇星
千代大豪 勇星（ちよだいごう ゆうせい、1998年2月28日 - ）は、兵庫県尼崎市出身で、九重部屋所属の現役大相撲力士。本名は錦城 勇星（きんじょう ゆうせい）。身長185.6cm、体重135.3kg、血液型はB型。最高位は西幕下34枚目（2020年11月場所）。

## 経歴
小学5年生で空手を始め、尼崎市立南武庫之荘中学校ではエメリヤーエンコ・ヒョードルに憧れて総合格闘技を始めた。
一刻も早くプロの格闘家となることを志すべく英真学園高校を1年で中退し、解体工として働きながら道場に通い練習に励む生活を続け、同時期に始めたアームレスリングでも頭角を表し、2015年の兵庫県大会(関西オープンジュニア)で優勝し、さらには初めて全国大会に出場した2016年5月のJAWA全日本ジュニア選手権大会でも準優勝の成績を挙げた。角界入りのきっかけは、九重部屋の元力士である知人の誘いで2016年3月場所を観戦し、相撲が最も力を使う格闘技である旨を認識し、入門を決意した。13代九重（元・千代の富士）を成功の象徴として認識していたのも入門に至った理由である。
2016年7月場所に初土俵を踏み、同場所に前相撲に出場。梅野（日本大学相撲部出身、現・對馬洋）との対戦では、立合いから強力な張り手を連打し、最終的には堪えた梅野の左下手投げに屈したものの、梅野は取組直後に脳震盪を起こし立ち上がることも儘ならなかった。
その影響は翌9月場所にも及び、同場所3日目の序ノ口の取組では、対戦相手の服部桜が首の怪我が原因で取組を恐れ、いわゆる片八百長行為(敗退行為)に及び、話題となった。同場所5勝2敗の成績を修め、1場所で序二段に昇進。翌11月場所では四つに組まれて攻めを封じ込まれたり、立合い変化でかわされたりすることが目立ち、2勝5敗と負け越し。しかし以降は張り手に偏った取り口を徐々に改善し、翌2017年1月場所では6勝1敗の好成績を挙げ、11日目の6番相撲では日大相撲部出身でプロ入り12年・幕下優勝(2010年5月場所)の実績もある前田をまたもや張り手で圧倒(決まり手は突き倒し)。自己最高位の東序二段10枚目で臨んだ翌3月場所も、5勝2敗の好成績で翌5月場所に三段目昇進。
三段目84枚目で迎えた2020年3月場所では初日から6連勝して三段目の優勝争いに加わったが、13日目の7番相撲で同じく6戦全勝の宇良と対戦して敗れた。
2020年11月場所に番付を西幕下34枚目まで上げたが、右肘を手術して番付を下げた。2021年1月場所から休場を都合6場所経験し、西序二段73枚目まで番付を下げた2022年9月場所は本割で7戦全勝の成績を残すも、序二段優勝決定戦で西序二段44枚目高橋（二所ノ関部屋）に寄り切られて敗れた。ほぼ満員の館内で「緊張して頭が真っ白になった。立ち合いだけ当たって突っ張っていこうと思ったがうまくいかなかった」と振り返った。右から何度も張り手を見舞う気迫を見せたが、左を差し込まれて動きを止められた。この時点でも肘はテーピングで固定しており「まだ痛いがテーピングを巻けば1番はとれる。九州場所では思い切って相撲がとれると思う」と話した。

## 人物
- 上述の梅野とは前相撲の当該取組以降意気投合し、当場所の新序出世披露を待つ間に、両者が握手をする写真が月刊「相撲」(2016年8月号)に掲載された。
- その迫力ある取り口は部屋の稽古でも顕著で、稽古相手の歯を折ったこともあるとされている。入門当初、部屋付きの年寄であった佐ノ山（元・千代大海）には「相撲はケンカではない。」と諭されたこともあるという[9]。
- 入門した2016年7月場所の終了後に、当時の師匠だった13代九重が死去したため、結果的に自身が千代の富士の最後の弟子となった。
- 入門前の髪型が長髪だったことから、一般的な新弟子より早め（入門から約半年）に丁髷を結えるようになった。

## 主な成績
2025年7月場所終了現在
- 通算成績：176勝104敗91休（54場所）

| | 一月場所 初場所（東京） | 三月場所 春場所（大阪） | 五月場所 夏場所（東京）   | 七月場所 名古屋場所（愛知） | 九月場所 秋場所（東京）   | 十一月場所 九州場所（福岡） |
| --- | ----------------------- | ----------------------- | ------------------------- | --------------------------- | ------------------------- | --------------------------- |
| 2016年 （平成28年） | x                       | x                       | x                         | （前相撲）                  | 西序ノ口26枚目 5–2        | 西序二段69枚目 2–5          |
| 2017年 （平成29年） | 西序二段86枚目 6–1      | 東序二段10枚目 5–2      | 東三段目74枚目 4–3        | 西三段目55枚目 3–4          | 西三段目74枚目 3–4        | 西三段目88枚目 5–2          |
| 2018年 （平成30年） | 西三段目51枚目 5–1–1    | 東三段目23枚目 2–5      | 東三段目46枚目 3–4        | 東三段目59枚目 4–3          | 東三段目43枚目 3–4        | 西三段目53枚目 5–2          |
| 2019年 （平成31年 /令和元年） | 東三段目27枚目 5–2      | 西三段目筆頭 3–4        | 西三段目10枚目 4–3        | 東幕下60枚目 3–4            | 西三段目10枚目 0–2–5      | 西三段目60枚目 休場 0–0–7   |
| 2020年 （令和2年） | 西序二段20枚目 5–2      | 西三段目84枚目 6–1      | 感染症拡大 により中止     | 西三段目25枚目 6–1          | 東幕下45枚目 4–3          | 西幕下34枚目 3–4            |
| 2021年 （令和3年） | 東幕下46枚目 休場 0–0–7 | 東幕下46枚目 4–3        | 東幕下37枚目 休場 0–0–7   | 西三段目17枚目 休場 0–0–7   | 西三段目77枚目 休場 0–0–7 | 西序二段38枚目 6–1          |
| 2022年 （令和4年） | 西三段目73枚目 6–1      | 西三段目17枚目 3–4      | 東三段目32枚目 0–1–6      | 西序二段2枚目 休場 0–0–7    | 西序二段73枚目 7–0        | 西三段目72枚目 6–1          |
| 2023年 （令和5年） | 西三段目17枚目 5–2      | 西幕下52枚目 2–2–3      | 東三段目17枚目 休場 0–0–7 | 西三段目77枚目 休場 0–0–7   | 西序二段47枚目 休場 0–0–7 | 東序ノ口2枚目 1–0–6         |
| 2024年 （令和6年） | 西序ノ口8枚目 6–1       | 東序二段28枚目 6–1      | 東三段目54枚目 6–1        | 西三段目3枚目 休場 0–0–7    | 西三段目63枚目 5–2        | 西三段目33枚目 5–2          |
| 2025年 （令和7年） | 西三段目7枚目 5–2       | 西幕下44枚目 2–5        | 東三段目5枚目 5–2         | 東幕下43枚目 2–5            | x                         | x                           |
| 各欄の数字は、「勝ち-負け-休場」を示す。 優勝 引退 休場 十両 幕下 三賞：敢=敢闘賞、殊=殊勲賞、技=技能賞 その他：★=金星 番付階級：幕内 - 十両 - 幕下 - 三段目 - 序二段 - 序ノ口 幕内序列：横綱 - 大関 - 関脇 - 小結 - 前頭（「#数字」は各位内の序列） |                         |                         |                           |                             |                           |                             |

## 改名歴
- 錦城 勇星（きんじょう ゆうせい）2016年7月場所 - 2017年3月場所
- 千代大豪 勇星（ちよだいごう ゆうせい）2017年5月場所 -